# Brecha tectónica

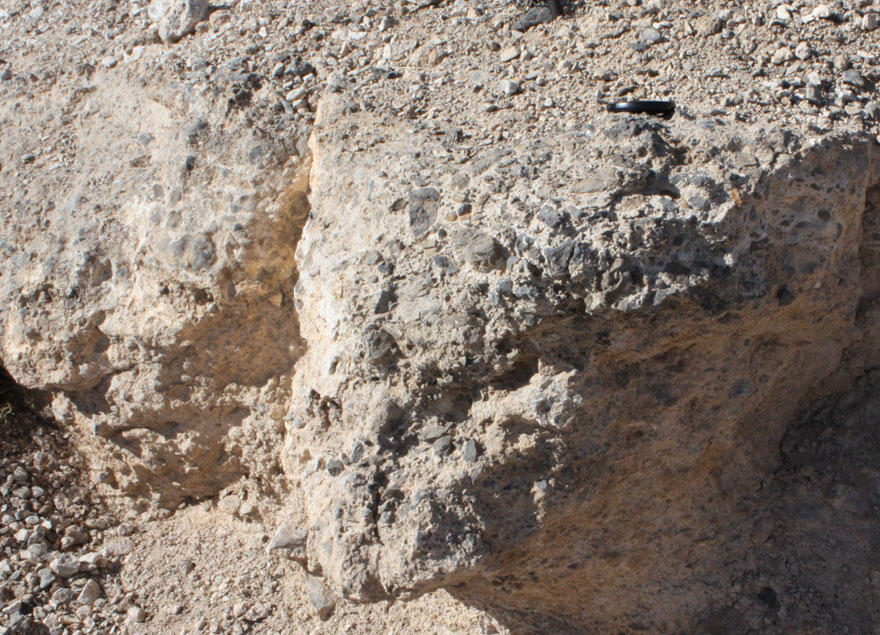
Brecha de falha do Keystone Thrust, Área de Conservação Nacional do Red Rock Canyon (Red Rock Canyon National Conservation Area), Nevada.

Brecha tectónica (ou brecha de falha) é uma rocha fragmentária (uma brecha), típica de faixas tectonizadas, constituída por clastos angulares, grosseiros, quebrados, fraturados e encurvados, envolvidos por material mais fino de fraturamento e moagem, compondo até 10% do volume da rocha, e por material cimentante, muitas vezes silicioso. Estas rochas resultam da cominuição dos protólitos pela ação das forças tectónicas. Quando a brecha tectónica se apresenta incoerente o termo «brecha de falha» é aplicado, mas na generalidade os dois termos são usados praticamente como sinónimos.

## Descrição
A brecha de falha é um tectonito formado por uma zona localizada de deformação frágil (uma zona de falha) numa rocha. A brecha em zonas de falha influencia a hidrogeologia da zona de falha na sua interação com depósitos de água subterrânea e de petróleo (caso existam).
As brechas tectónicas ocorrem em rochas com comportamento rúptil, geralmente em zonas frias da crusta, relativamente pouco profundas, onde as rochas quebram sob as tensões a que estão submetidas. Em rochas de comportamento dúctil, geralmente em maiores profundidades da crusta, as deformações durante os falhamentos produzem rochas foliadas do grupo dos milonitos.

### Características
A brecha de falha não apresenta coesão, sendo normalmente um tipo de rocha não consolidada, a menos que a cimentação tenha ocorrido numa fase posterior. Por vezes é feita uma distinção entre farinha de falha e brecha de falha, sendo que a primeira tem um tamanho de grão mais pequeno.
As zonas de brechas de falha e de farinha de falha em massas rochoas podem constituir um perigo para a construção de túneis e minas, uma vez que as zonas não coesivas formam pontos fracos na rocha, onde um túnel pode colapsar mais facilmente.

### Origem
As brechas de falha são tectonitos formados principalmente pelo movimento tectónico ao longo de uma zona localizada de deformação frágil (uma zona de falha) numa formação rochosa.
A moagem e a trituração que ocorrem quando os dois lados da zona de falha se movem um ao longo do outro resultam num material que é feito de fragmentos soltos. Devido a esta fragmentação, as zonas de falha são facilmente infiltradas por água subterrânea.
Minerais secundários, como calcite, epidoto, quartzo ou talco, podem precipitar a partir da água subterrânea em circulação, preenchendo os vazios e cimentando a rocha. No entanto, quando o movimento tectónico ao longo da zona de falha continua, o próprio cimento pode ser fragmentado, dando origem a um novo material de goiva contendo clastos neoformados.
Mais profundamente na crusta da Terra, onde as temperaturas e pressões são mais elevadas, as rochas na zona de falha podem ainda ser transformadas em brechas, mas mantêm a sua coesão interna. O tipo de rocha resultante é designado por cataclasito.
As brechas tectónicas podem ser retomadas em vários eventos tectónicos de falhamento, produzindo-se brechas com fragmentos de milonito, brechas com fragmentos de brechas, brechas com fragmentos de veios de quartzo, e muitas outras combinações clásticas.